# 保罗·莫拉
保罗·莫拉（Paulo Moura，1932年7月15日—2010年7月12日)是一位巴西單簧管演奏家、薩氏管演奏家。
莫拉的父親是一个仪乐队的指挥家，曾鼓励莫拉去当个裁缝，但莫拉后来上了国立音乐学校，还跟随巴西交响乐团演出。他后来成为了市剧院管弦乐团的首席单簧管乐手，是乐团史上担任此工作的首位黑人乐手。1962年，莫拉在纽约市的卡内基音乐厅的“波萨诺瓦之夜”（Bossa Nova night）上与塞尔吉奥·门德斯一同登台。1992年，莫拉赢得Sharp奖的年度最受欢迎器乐家奖。
莫拉的CD《Paulo Moura e Os Oito Batutas》被美国零售连锁书店巴諾書店列入1998年度10大推荐名单。1997至1999年间，他曾是里约热内卢国家文化委员会成员，亦曾在联邦音乐委员会任职，还曾是图像与声音博物馆基金会主席。2000年，莫拉成为了首位赢得拉丁葛萊美獎的巴西器乐家。2010年7月12日，就在其78岁生日的三天之前，莫拉因淋巴瘤去世。